# Kratkoglavi medvjed
Kratkoglavi medvjed, buldog medvjed ili Arctodus (grč.: medvjeđi zub), izumrli rod medvjeda koji je živio samo u Sjevernoj Americi tijekom pleistocena. Nastao je prije oko 3 000 000 godina, a izumro prije oko 11 000. Najviše njegovih okamina nalazi se u Kaliforniji.

## Taksonomija, klasifikacija i evolucija
Kratkoglavi medvjed pripadao je skupini medvjeda Tremarctinae (trčeći medvjedi), čijih su pripadnika okamine pronađene u Americi i u Europi. Najstariji član Tremarctinae je Plionarctos edensis, koji je živio u Indijani i Tinisiju u razdoblju miocena (prije oko 10 000 000 godina). Smatra se da je ovaj rod prethodio Arctodusu, kao i suvremenim medvjedima naočarima (Tremarctos ornatus).
Povezane skupine medvjeda iz Južne Amerike, roda Arctotherium, dostizale su još veću veličinu. Okamine vrste Arctotherium augustidens (prije 2 000 000 - 500 000 godina) pronađene prvi put u Argentini 1935. i preispitane 2011. upućuju da je riječ o najvećim medvjedima ikada (utvrđena masa 1 600 kg, te visina najmanje 340 cm). Njegove nadlaktične kosti bile su slične veličine kao slonovske.

## Vrste
Arctodus simus (prije 2 000 000 - 10 000 godina), masivan između 110.2 i 800 kg. Najveći predstavnici bili bi na sve četiri noge dosezali visinu od oko 180 cm, a u uspravnom stavu oko 400 cm. Prema tvrdnjama proučavatelja, kratkoglavi medvjedi masivni 1 000 kg bili su češći nego što se mislilo. Osim toga, oznake pandža na zidovima visokim do 15 m pronađene u spilji Riverbluff u Misuriju ukazuju na veliku veličinu kratkoglavih medvjeda.
Arctodus pristinus (prije 3 000 000 - 2 200 000 godina), dva primjerka su masivna 500.7 kg i 63,6 kg. Najviše ih je živjelo u Floridi.

## Prehrambene navike
Znanstvenici se ne slažu oko prehrane kratkoglavog medvjeda. Raščlamba kostiju pokazala je visoku razinu dušika što govori o isključivo mesožderskoj prehrani. Odrasloj jedinki trebalo je oko 16 kg mesa na dan kako bi preživjela. Teorije govore o kratkoglavom medvjedu kao okrutnom grabežljivcu koji lovi koristeći golemu fizičku snagu. Međutim, pri tome bi mu smetali veoma veliki udovi. Duge noge i brzina 50-70 km/h omogućavali bi mu lov na biljoždere poput konja. No, velika tjelesna masa mu je hendikep i smanjuje mu okretnost. Dr. Paul Matheus tvrdi da je više bio za izdržljivost nego za velike brzine. Zbog toga pretpostavlja da nije bio grabežljivac već je koristio svoju pojavu za zastrašivanje manjih mesoždera poput Canis dirusa, sabljozubog tigra ili američkog lava te otimanje njihovog plijena. Nedavna istraživanja upućuju na zaključak da je kratkoglavi medvjed bio svežder.

## Izumiranje
Kratkoglavi medvjedi izumrli su prije oko 11 000 godina. Razlozi: izumiranje njihovog velikog plijena, pojava suvremenijih medvjeda, ljudski lov.